# Helen Almira Shafer
Helen Almira Shafer (Newark, New Jersey; 23 de septiembre de 1839; Wellesley, Massachusetts, 20 de enero de 1894) fue presidenta del Wellesley College. 
Después de graduarse en Oberlin College en 1863, fue profesora de matemáticas en el Instituto Central de San Luis, Misuri, desde 1865 hasta 1875.  En 1877 se convirtió en profesora de matemáticas en Wellesley. Fue hecha presidenta de esta institución en enero de 1888.